# Райдер, Сэм
Сэм Райдер Робинсон (англ. Sam Ryder Robinson; род. 25 июня 1989) — английский певец и автор песен. Представлял Великобританию на музыкальном конкурсе «Евровидение-2022» с песней «Space Man», где занял 2-е место.

## Биография
Сэм родился 25 июня 1989 года в английском городке Молдон, графство Эссекс, на востоке страны в семье плотника и ассистентки дантиста. В 11 лет его отдают в Католическую Школу Святого Иоана в Челмсфорде, и мальчик устраивается на свою первую подработку, развозя газеты The Essex Chronicle. Примерно в этом же возрасте он увлекается музыкой и вокалом, попав на концерт канадской рок-группы Sum 41 и случайно найдя альбом Iron Maiden на полу автобуса во время поездки в женский монастырь.
В это же время Райдер вместе со своей семьёй начинает смотреть Евровидение, и уже в 2006 году победа финской рок-группы Lordi вдохновляет его научиться играть на гитаре.
Музыкальная карьера начинается уже в 2009 году. Сэм вместе с гитаристом Филом Махером создаёт группу The Morning After. За время существования группа выпускает два полноформатных альбома —«You Can’t Hurt Steel» в 2009 и «Legacy» в 2011, — в которых смешивает метал 80-х, британский хэви-метал и модерн-рок.
TMA выступают в 2010 году на разогреве у канадской глэм-метал-группы Blessed By A Broken Heart, к которым Сэм в последствии присоединяется как ритм-гитарист на время тура по Великобритании вместо «Кейси» Джонса, но в итоге остаётся на постоянной основе, вливаясь в запись альбома. Позже Сэм покидает The Morning After из-за занятости в Blessed.
С 2010 по 2012 год, несмотря на трудности работы на расстоянии, Райдер помогает с написанием многих текстов к песням из будущего альбома «Feel the Power».
Через полгода после выхода альбома вокалист группы Тони Гамбино принимает решение уйти ради семьи и записывает обращение к фанатам, во второй половине которого сказано: «Я счастлив сообщить, что Сэм Райдер становится на роль основного вокала. И я не могу найти лучшей замены себе, кроме него. Сэм — музыкант и вокалист мирового класса, поэтому я не сомневаюсь в нём. Так что, ребят, я прошу вас поддержать группу, как никогда раньше». В тот же день была выпущена Out of Control c Сэмом на вокале, но она стала единственной песней с его вокалом.
Через год группа прекращает существование из-за судебных разбирательств, которые длились долгие пять лет, с довольно известным лейблом, а Сэма объявляют новым фронтменом Close Your Eyes.
Вместе с CYE Сэм выпускает альбом «Line In The Sand» и мини-альбом «Prepacked Hope», а также посещает Европу в рамках тура в 2014 году, дав шоу в трёх городах России: Москве, Санкт-Петербурге и Иваново. В конце 2014 года Сэм на странице сообщества написал прощальный пост, в котором заявил о своём уходе в другой проект, над которым он работал уже много лет. После этого заявления Шейн, оригинальный вокалист, вернулся в группу на время тура.
Ещё несколько лет Робинсон работает вместе с отцом на стройке Уэмбли и только в 2016 году врывается в медиа-пространство с проектом Sam Ryder, но так и не выпускает дебютный альбом, записанный в том же году с продюсером Брайаном Уилсоном.
Райдер получает известность благодаря TikTok после публикации музыкальных каверов во время первого карантина в связи с пандемией COVID-19 в 2020 году. В конце этого же года он становится самым популярным певцом на платформе. В то же время он пишет свой будущий хит SPACE MAN.
В 2021 году он выпускает свой второй мини-альбом «The Sun's Gonna Rise» с такими хитами как Tiny Riot и More. Он набирает сто миллионов прослушиваний в Spotify.
В январе 2022, Сэм отправляет Space Man в BBC как заявку на Евровидение 2022. 22 февраля происходит релиз песни и в марте Сэма объявляют официальным представителем Великобритании на конкурсе. Перед самим конкурсом Райдер отправляется в тур по Европе, продвигая свою песню.
12 мая 2022 года BBC выпускает в эфир документальный фильм под названием «Сэм Райдер: Дорога на Евровидение», рассказывающий о его карьере и создании конкурсной заявки. Сэму присваивают награду Марселя Безенсона, и он становится первым её обладателем из Соединённого Королевства. В финале он занимает 2 место, набрав в общей сумме 466 баллов, и 1 место по голосам жюри, впервые за 20 лет выводя Великобританию в топ-3.
После выступления на сцене Евровидения, Сэм успел выступить на Юбилейном Концерте у королевы Елизаветы II и на Summertime Ball на Стадионе Уэмбли, в строительстве которого они с отцом участвовали в качестве строителей, а также исполнил гимн Великобритании на открытии гран-при в Сильверстоуне.
9 декабря 2022 года вышел его дебютный альбом «There's Nothing But Space, Man!», дебютировавший на первой строчке альбомного чарта Великобритании по проданным копиям.

## Личная жизнь
Райдер находится в отношениях с 2011 года с Лоис Гаскин-Барбер.
Он является веганом и некоторое время владел веганским кафе со своей девушкой.
У Сэма есть две старших сестры — Кейти и Натали.
В свободное время Райдер любит путешествовать по английскому побережью, кататься на коньках и гоночных автомобилях.
Сэм верит в инопланетян и когда-то хотел сделать карьеру астронавта. Он утверждает, что когда был ребёнком, то однажды видел НЛО, находясь на Гавайях.

## Дискография

### Альбомы
- 2022: There's Nothing But Space, Man!

### EP
- 2021: The Sun’s Gonna Rise

### Синглы
- 2019: Set You Free
- 2021: Whirlwind
- 2021: Tiny Riot
- 2021: July
- 2021: More
- 2021: The Sun’s Gonna Rise
- 2022: Space Man